# Verjux
Verjux est une commune française située dans le département de Saône-et-Loire, en région Bourgogne-Franche-Comté.

## Géographie

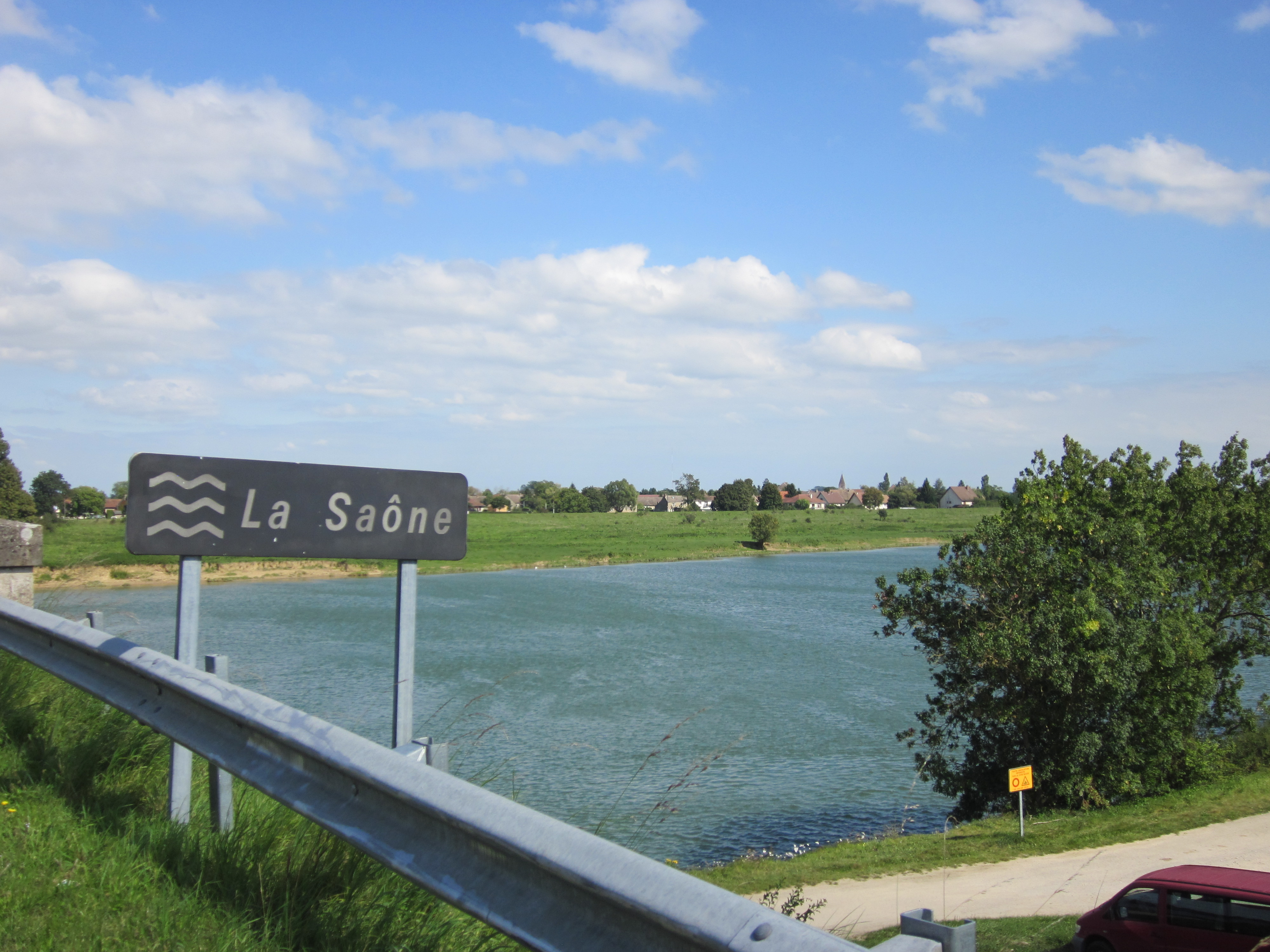
Verjux au bord de la Saône.

Verjux fait partie de la Bresse bourguignonne. Elle est située au bord de la Saône dans un site sensible aux inondations comme en 1955.

### Communes limitrophes
|  |

### Climat
Pour des articles plus généraux, voir Climat de la Bourgogne-Franche-Comté et Climat de Saône-et-Loire.
En 2010, le climat de la commune est de type climat océanique dégradé des plaines du Centre et du Nord, selon une étude du Centre national de la recherche scientifique s'appuyant sur une série de données couvrant la période 1971-2000. En 2020, Météo-France publie une typologie des climats de la France métropolitaine dans laquelle la commune est dans une zone de transition entre le climat océanique altéré et le climat océanique altéré et est dans la région climatique Bourgogne, vallée de la Saône, caractérisée par un bon ensoleillement (1 900 h/an), un été chaud (18,5 °C), un air sec au printemps et en été et des vents faibles.
Pour la période 1971-2000, la température annuelle moyenne est de 11,2 °C, avec une amplitude thermique annuelle de 18,2 °C. Le cumul annuel moyen de précipitations est de 825 mm, avec 11 jours de précipitations en janvier et 7,4 jours en juillet. Pour la période 1991-2020, la température moyenne annuelle observée sur la station météorologique de Météo-France la plus proche, « Bragny sur Saône », sur la commune de Bragny-sur-Saône à 6 km à vol d'oiseau, est de 12,3 °C et le cumul annuel moyen de précipitations est de 845,9 mm. 
La température maximale relevée sur cette station est de 40,3 °C, atteinte le 24 juillet 2019 ; la température minimale est de −12,9 °C, atteinte le 5 février 2012,,.
Les paramètres climatiques de la commune ont été estimés pour le milieu du siècle (2041-2070) selon différents scénarios d'émission de gaz à effet de serre à partir des nouvelles projections climatiques de référence DRIAS-2020. Ils sont consultables sur un site dédié publié par Météo-France en novembre 2022.

## Urbanisme

### Typologie
Au 1er janvier 2024, Verjux est catégorisée commune rurale à habitat dispersé, selon la nouvelle grille communale de densité à sept niveaux définie par l'Insee en 2022.
Elle appartient à l'unité urbaine de Gergy, une agglomération intra-départementale regroupant deux  communes, dont elle est une commune de la banlieue,,. Par ailleurs la commune fait partie de l'aire d'attraction de Chalon-sur-Saône, dont elle est une commune de la couronne,. Cette aire, qui regroupe 109 communes, est catégorisée dans les aires de 50 000 à moins de 200 000 habitants,.

### Occupation des sols
L'occupation des sols de la commune, telle qu'elle ressort de la base de données européenne d’occupation biophysique des sols Corine Land Cover (CLC), est marquée par l'importance des territoires agricoles (90,7 % en 2018), une proportion sensiblement équivalente à celle de 1990 (90,9 %). La répartition détaillée en 2018 est la suivante : terres arables (60,6 %), prairies (25 %), eaux continentales (5,2 %), zones agricoles hétérogènes (5 %), zones urbanisées (4,1 %). L'évolution de l’occupation des sols de la commune et de ses infrastructures peut être observée sur les différentes représentations cartographiques du territoire : la carte de Cassini (XVIIIe siècle), la carte d'état-major (1820-1866) et les cartes ou photos aériennes de l'IGN pour la période actuelle (1950 à aujourd'hui).

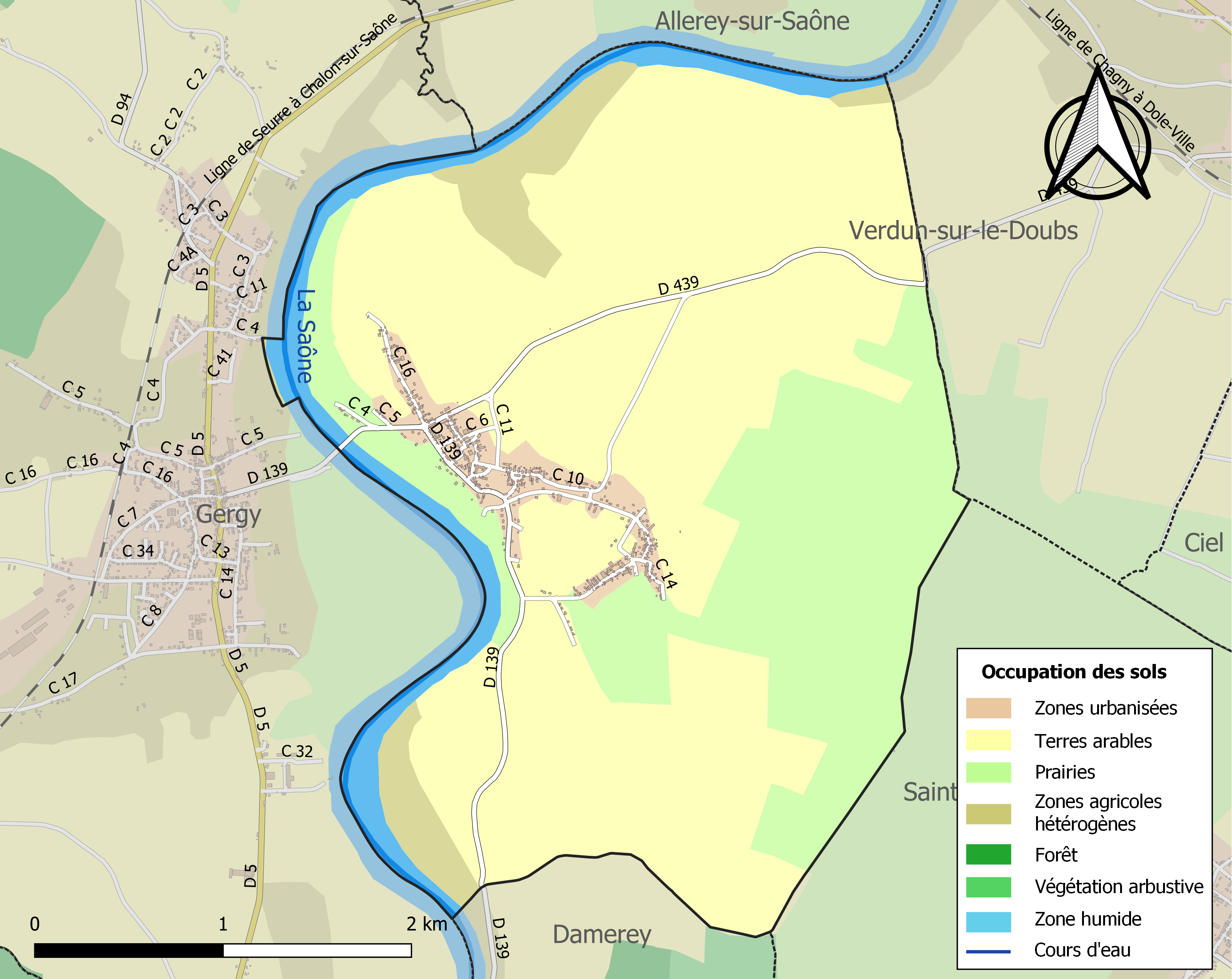
Carte des infrastructures et de l'occupation des sols de la commune en 2018 (CLC).

## Histoire
Le pont Boucicaut

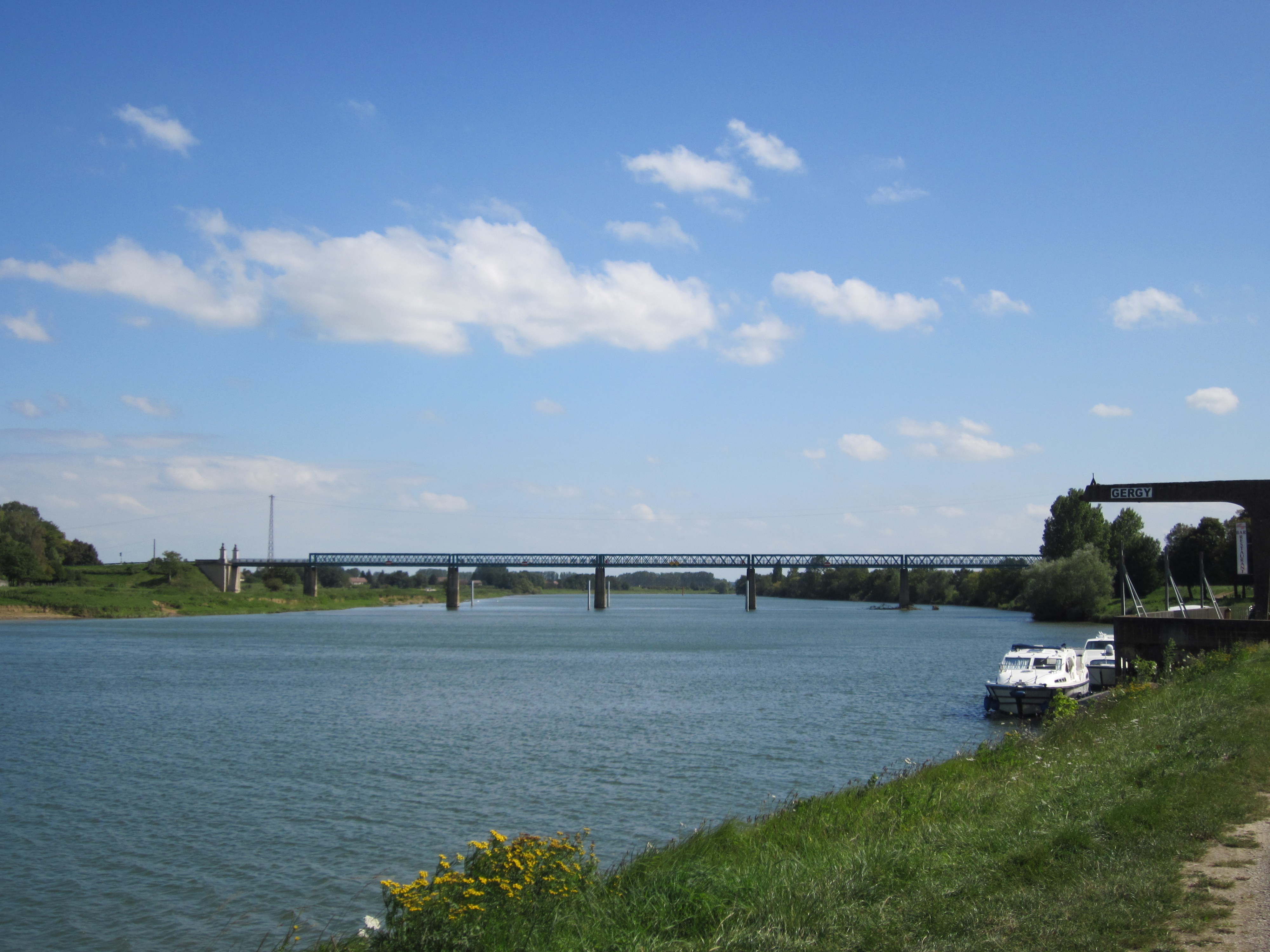
Le pont Boucicaut en 2014.

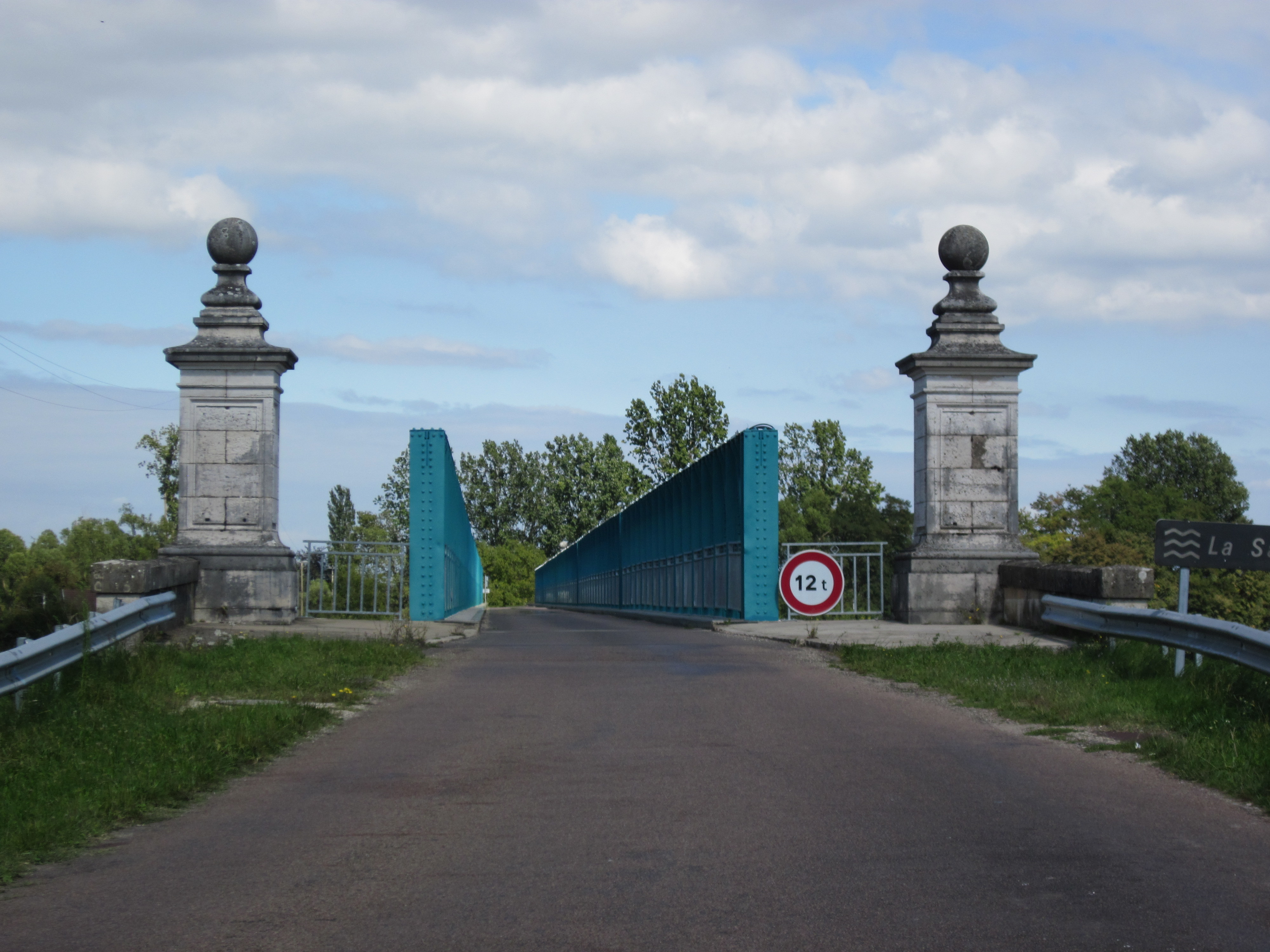
L'entrée du pont en 2014.

Une des contributions majeures de Marguerite Guérin-Boucicaut au bien-être des habitants de son village natal et des villages environnants est la réalisation d'un pont sur la Saône. Arrivée en gare de Gergy pour inaugurer en 1884 la nouvelle école dont elle avait dotée Verjux, Mme Boucicaut eut bien des difficultés à franchir avec le bac la Saône agitée pour rejoindre le village. Elle eut alors l'idée de financer la construction d'un pont : un ingénieur des services des Ponts et Chaussées de Saône-et-Loire, M. Tourtray, établit un projet adoptant « une technique nouvelle alliant la légèreté, l'élégance et la forme, la qualité des matériaux et l'économie. ». Les travaux commencèrent en novembre 1887 peu avant la mort de Mme Boucicaut (le 8 décembre 1887) : il fallut 3 ans pour achever le « Pont Marguerite Boucicaut » de 216 mètres, en pierre de Villebois dans le département de l'Ain. Il comportait 5 arches de voûte elliptique d'environ 40 mètres chacune et un écartement de 8 m entre les parapets avec une chaussée de 5 m et 2 trottoirs de 1,50 m. L'inauguration du pont et du monument à Marguerite Boucicaut eut lieu le 24 août 1890 devant une foule impressionnante avec les élus nationaux et locaux mais aussi les exécuteurs testamentaires de la donatrice et des représentants du Bon Marché. Le monument élevé à l'entrée du pont à « Madame Boucicaut Femme de Bien » est composé d'une pyramide portant un génie ailé : il est dû à l'architecte Louis-Charles Boileau qui avait déjà réalisé le grand magasin du Bon Marché pour les Boucicaut. Le coût total du pont s'éleva à plus de 600 000 francs (486 000 francs pour le pont proprement dit et 122 000 francs pour les chemins d'accès et les abords) : les frais furent couverts en quasi-totalité par le legs de Mme Boucicaut qui ne vécut pas assez longtemps pour voir son souhait réalisé.
Le pont sur la Saône qui était un point de passage de la ligne de démarcation au début de la Seconde Guerre mondiale a été détruit à l'explosif par Allemands en retraite le 4 septembre 1944 et le bac a repris son fonctionnement. Les graves inondations de janvier 1955 qui ont isolé et menacé Verjux ont relancé le projet de reconstruction d'un pont provisoire achevé en 1957 (inauguration le 22 septembre 1957). Il était plus étroit que le pont original (5 m au lieu de 8), à voie unique et limité à 10 tonnes, avec un tablier métallique sur 5 piles de maçonnerie au lieu des 5 arches en pierres du pont d'origine. Les « bornes » à l'entrée du pont, vestiges de l'ancien pont, ont été conservées aux deux extrémités.
Toujours provisoire le pont Boucicaut a été renforcé en 1978 et rendu définitif en 2012 après reprise des structures en béton et en métal. Il reste à voie unique avec un passage alterné des véhicules de moins de 12 tonnes et comporte de très étroits trottoirs piétonniers de chaque côté.

## Politique et administration
| Période                                  | Période      | Identité            | Étiquette | Qualité                                                               |
| ---------------------------------------- | ------------ | ------------------- | --------- | --------------------------------------------------------------------- |
| 1886                                     | 1886         | M. C. Quanet        |           |                                                                       |
| 1971                                     | 1989         | Eugène Jeunon       |           |                                                                       |
| mars 1989                                | mars 2008    | Gérard Béjot        |           | Agriculteur                                                           |
| mars 2008                                | mars 2014    | Jean-François Morin |           |                                                                       |
| mars 2014                                | mai 2019     | Bernard Paillard    | Droite    | Ancien conseiller municipal et adjoint aux sports de Chalon-sur-Saône |
| juin 2019                                | janvier 2022 | Jean-Claude Menand  |           |                                                                       |
| février 2022                             | mars 2026    | Andrée Bonin        |           |                                                                       |
| Les données manquantes sont à compléter. |              |                     |           |                                                                       |

## Démographie
L'évolution du nombre d'habitants est connue à travers les recensements de la population effectués dans la commune depuis 1793. Pour les communes de moins de 10 000 habitants, une enquête de recensement portant sur toute la population est réalisée tous les cinq ans, les populations de référence des années intermédiaires étant quant à elles estimées par interpolation ou extrapolation. Pour la commune, le premier recensement exhaustif entrant dans le cadre du nouveau dispositif a été réalisé en 2005.

En 2022, la commune comptait 508 habitants, en évolution de −4,51 % par rapport à 2016 (Saône-et-Loire : −1,06 %, France hors Mayotte : +2,11 %).
| 1793 | 1800 | 1806 | 1821 | 1831 | 1836  | 1841  | 1846  | 1851 |
| ---- | ---- | ---- | ---- | ---- | ----- | ----- | ----- | ---- |
| 663  | 886  | 930  | 956  | 996  | 1 021 | 1 021 | 1 018 | 972  |

| 1856 | 1861 | 1866 | 1872 | 1876 | 1881 | 1886 | 1891 | 1896 |
| ---- | ---- | ---- | ---- | ---- | ---- | ---- | ---- | ---- |
| 922  | 958  | 928  | 940  | 949  | 898  | 811  | 829  | 851  |

| 1901 | 1906 | 1911 | 1921 | 1926 | 1931 | 1936 | 1946 | 1954 |
| ---- | ---- | ---- | ---- | ---- | ---- | ---- | ---- | ---- |
| 800  | 764  | 743  | 602  | 611  | 607  | 565  | 550  | 520  |

| 1962 | 1968 | 1975 | 1982 | 1990 | 1999 | 2005 | 2006 | 2010 |
| ---- | ---- | ---- | ---- | ---- | ---- | ---- | ---- | ---- |
| 516  | 490  | 451  | 495  | 476  | 514  | 489  | 486  | 522  |

| 2015 | 2020 | 2022 | - | - | - | - | - | - |
| ---- | ---- | ---- | - | - | - | - | - | - |
| 529  | 510  | 508  | - | - | - | - | - | - |

## Lieux et monuments
- L'église, sur la façade de laquelle est fixé un cadran solaire datant de 1773[23].
- Le pont (reliant Verjux et Gergy).
- Le monument Boucicaut, érigé en 1890, inspiré par sa forme pyramidale et sa composition du monument Gambetta à Paris (œuvre du même architecte : Louis-Charles Boileau)[24].

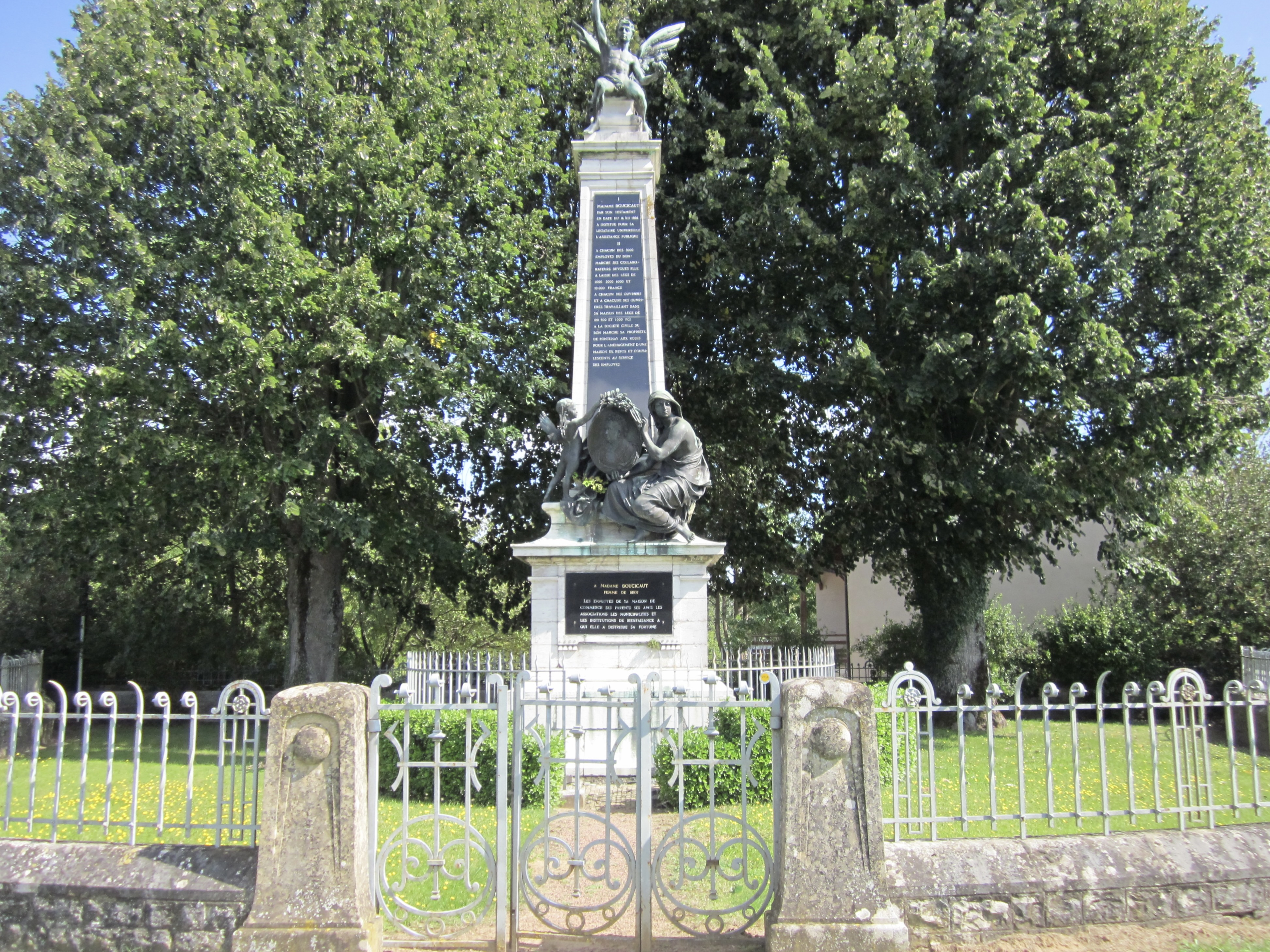
Monument à Marguerite Boucicaut, vue d'ensemble.

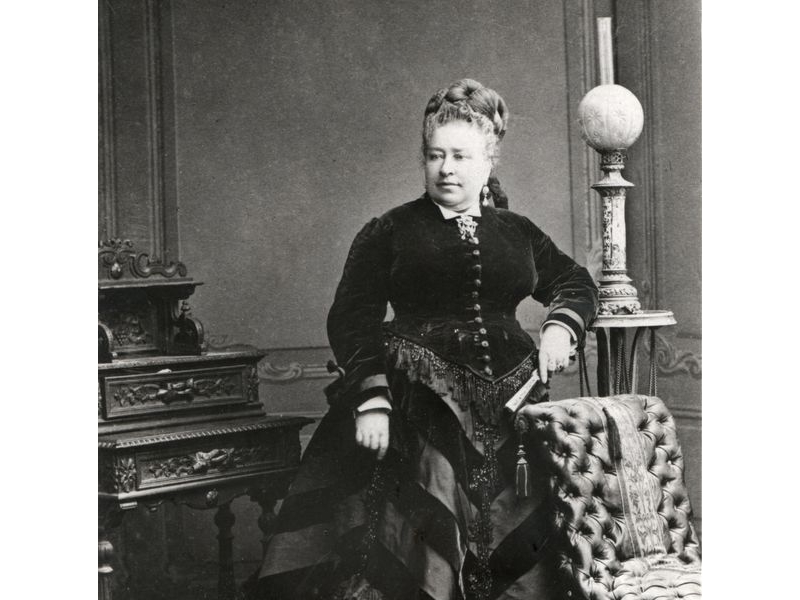
Marguerite Boucicaut (1816-1887).

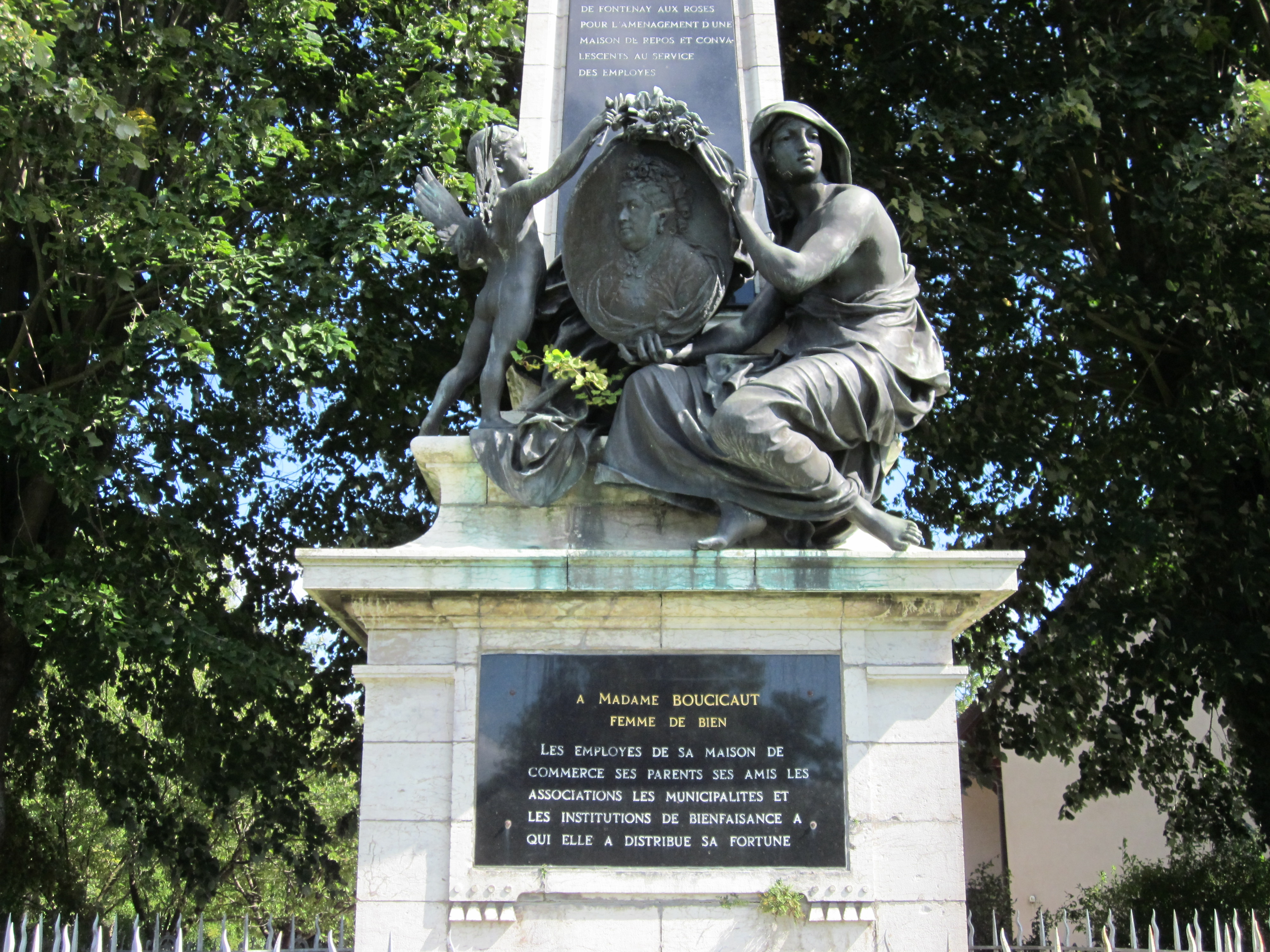
Monument à Marguerite Boucicaut, « femme de bien » (gros plan).

## Personnalités liées à la commune
- Marguerite Boucicaut (née Guérin le 3 janvier 1816, à Verjux), bienfaitrice, épouse d'Aristide Boucicaut fondateur du Bon Marché à Paris[25],[26],[27].
- Augustin Farion (1805-1905) et Anne Gaudillot (1815-1909), le « centenaire de Verjux » et son épouse de 91 ans, couple dont l'âge avancé fut célébré en grande pompe par la commune le 20 août 1905[28],[29]. L'événement fit la une du Courrier de Saône-et-Loire, du Progrès de Saône-et-Loire, des suppléments illustrés du Petit Journal (édition du 3 septembre 1905) et du Petit Parisien (édition du 3 septembre 1905), ainsi que des articles dans la plupart de quotidiens nationaux, de certains hebdomadaires (L'Illustration, Lecture pour tous...) et même d'un magazine britannique : The Tatler. Augustin Farion était né le 28 thermidor an XIII (16 août 1805).

## Manifestation

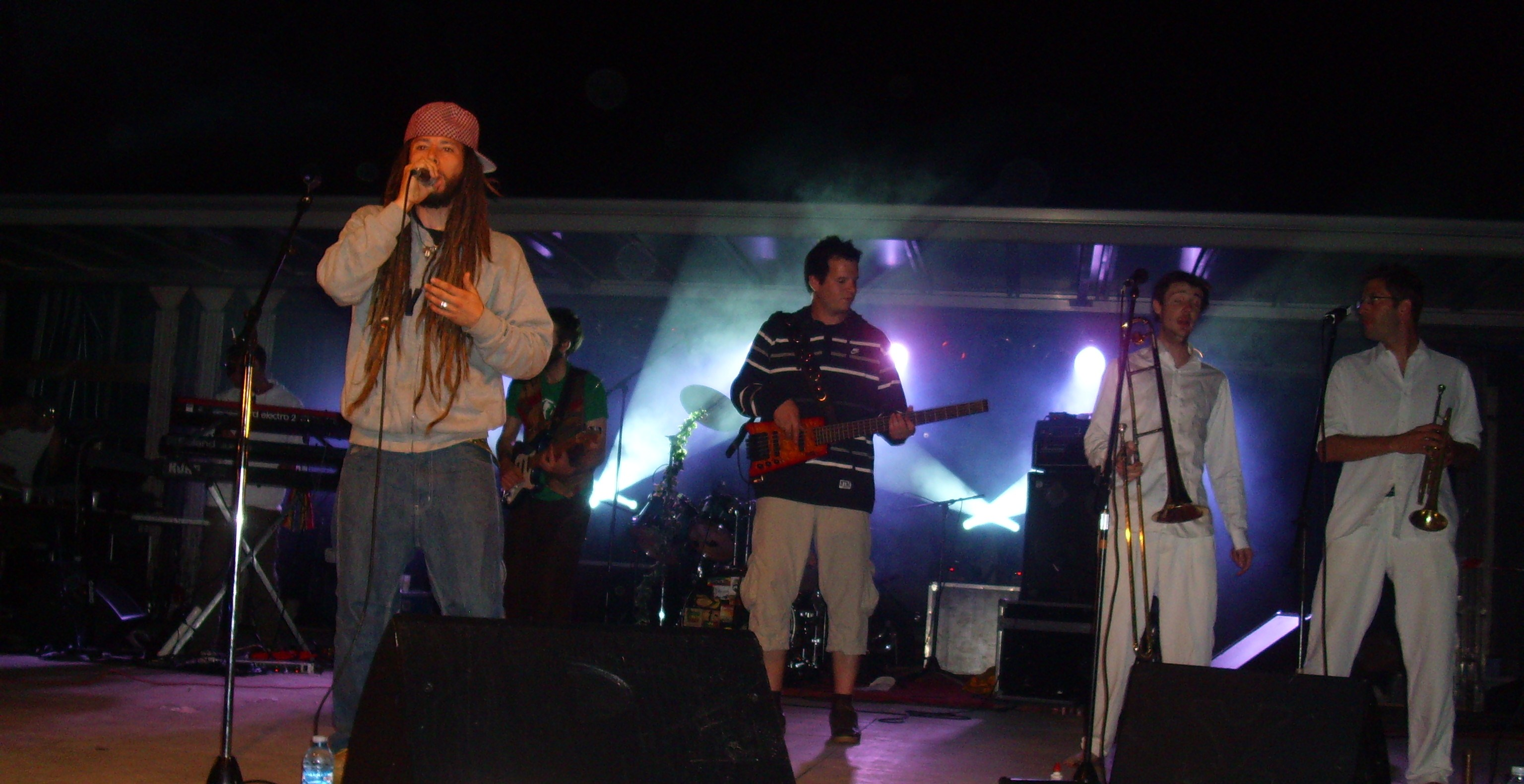
Danakil lors du festival Verjux Saone System le 13 juin 2009.

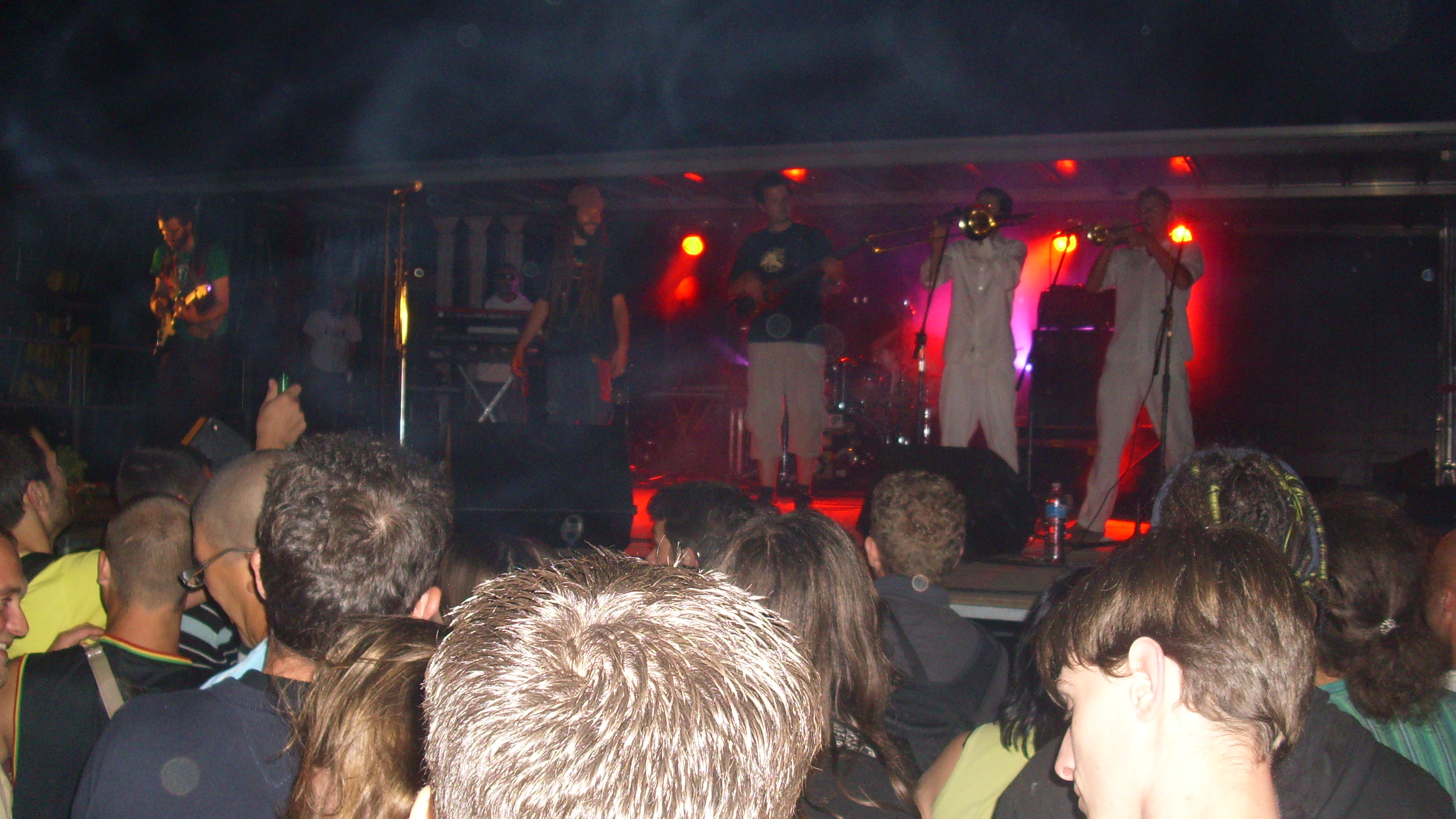
Danakil lors du festival Verjux Saone System le 13 juin 2009.

Chaque année, au mois de juin, se déroule le festival nommé Verjux Saône System. En 2009, ce festival a reçu le 13 juin en tête d'affiche, le groupe de reggae français Danakil.

## Pour approfondir